# 레지던트 이블 3: 인류의 멸망
《레지던트 이블 3: 인류의 멸망》(영어: Resident Evil: Extinction)은 2007년 개봉한 액션 공포 영화이다. 레지던트 이블 영화 시리즈 세 번째 작품이며, 《레지던트 이블 2》(2004)의 속편이다. 밀라 요보비치, 오데드 페르, 마이크 엡스, 이언 글렌 등이 전편에 이어 출연하였다. 원작 비디오 게임 바이오하자드 시리즈 중 "바이오하자드 2"(1998), "바이오하자드 코드: 베로니카"(2000), "바이오하자드: 다크사이드 크로니클즈"(2009)에서 주된 역할을 하는 캐릭터 클레어 레드필드가 영화 시리즈에 처음 소개된 작품이기도 하다.
2010년 영화 시리즈 네 번째 작품 《레지던트 이블 4: 끝나지 않은 전쟁》이 공개되었다.

## 줄거리
전편으로부터 5년 뒤. T-바이러스는 이제 전 세계에 퍼져있다.
라쿤시티 생존자 집단을 이끄는 클레어 레드필드, 전 엄브렐라 소속 용병 카를로스 올리베이라, 민간인 L.J. 등은 앨리스와 만나고, 좀비 아포칼립스에서 벗어나기 위해 아직 좀비의 영향이 미치지 않았다는 알래스카주를 향해 함께 모하비 사막을 이동한다.
아이작스 박사는 T-바이러스와 결합했으면서도 돌연변이화되지 않은 앨리스의 피로 좀비를 제어할 방도를 찾고 치료제도 개발하기 위해 앨리스를 복제하며 프로젝트 앨리스를 운용 중이다. 그는 엄브렐라 회장 앨버트 웨스커의 명령에 불복하고 앨리스가 있는 것으로 추정되는 장소로 신종 슈퍼좀비를 보낸다. 한편 좀비에게 물린 사실을 숨겨온 L.J.는 카를로스를 물어버린다.
슈퍼좀비에게 물린 아이작스 박사는 앨리스의 피로 만든 항바이러스를 과다 주사하는 바람에 돌연변이 타이런트가 되고, 자신을 제거하려고 하는 엄브렐라 직원들을 죽인다.
아이작스 박사를 쫓아 엄브렐라 지하 시설까지 온 앨리스는 레드 퀸의 자매 AI인 화이트 퀸을 만난다. 화이트 퀸은 앨리스의 피가 T-바이러스 치료제의 열쇠와도 같은 존재라고 설명한다. 화이트 퀸의 안내로 앨리스는 아이작스를 죽음의 길로 이끈다.
도쿄 회의에서 웨스커는 엄브렐라 임원진에게 북미 시설과 연락이 끊겼다고 보고한다. 이 자리에 앨리스의 홀로그램이 나타나 자신과 자신의 복제 인간들이 엄브렐라를 처단할 것임을 선포한다.

## 출연
- 밀라 요보비치 - 앨리스와 앨리스의 복제 인간들 역
- 앨리 라터 - 클레어 레드필드 역
- 오데드 페르 - 카를로스 올리베이라 역
- 이언 글렌 - 알렉산더 아이작스 박사 / 타이런트 역
- 어샨티 - 베티 간호사 역
- 마이크 엡스 - 로이드 제퍼슨 "L.J." 웨이드 역
- 스펜서 로크 - 케이마트 역
- 제이슨 오마라 - 앨버트 웨스커 역
- 크리스토퍼 이건 - 마이키 역
- 매들린 캐럴 - 화이트 퀸 역
- 매슈 마즈든 - 알렉산더 "앨릭스" 슬레이터, 앨버트의 경호 역
- 린든 애슈비 - 체이스 역
- 조 허슬리 - 오토 역

## 기타 제작진
- 라인 제작: 엑토르 로페스
- 배역: 스콧 볼런드, 빅토리아 버로스
- 미술: 에우헤니오 카바예로
- 의상: 조지프 A. 포로

## 시청 등급
- 대한민국: 청소년 관람불가

## 같이 보기
- 비디오 게임을 원작으로 한 영화 목록